# Lijst van burgemeesters van Papekop
Dit is een lijst van burgemeesters van de voormalige Nederlandse gemeente Papekop tot die in 1964 samen met Hekendorp, Lange Ruige Weide en Waarder opging in de fusiegemeente Driebruggen.
| Ambtsperiode | Naam burgemeester               | Partij of stroming | Bijzonderheden |
| ------------ | ------------------------------- | ------------------ | --- |
| 1825 - 1852  | Adriaan Maarten Montijn         |                    | tevens burgemeester van Oukoop (1844-1846) en Oudewater (1833-1856)                                                                                       |
| 1852 - 1861  | Pieter Marie Montijn            |                    | tevens burgemeester van Oukoop (1846-1857), Hekendorp (1852-1861) en Lange Ruige Weide (1850-1861). Zoon van de vorige burgemeester.                      |
| 1861 - 1882  | Georgeus Andreas Muller         |                    | tevens burgemeester van Hekendorp en Lange Ruige Weide, eerder burgemeester van Ameide en Tienhoven                                                       |
| 1882 - 1892  | Gerardus Anne Haentjens Dekker  |                    | tevens burgemeester van Hekendorp en Lange Ruige Weide, eerder burgemeester van Leimuiden                                                                 |
| 1892 - 1928  | Willem Hendrik Marianne Doorman |                    | tevens burgemeester van Hekendorp en Lange Ruige Weide |
| 1928 - 1951  | Leendert Cornelis Brinkman      | ARP                | tevens burgemeester van Hekendorp en Lange Ruige Weide, eerder burgemeester van Den Bommel                                                                |
| 1952 - 1955  | Pieter (P.) Feitsma             | PvdA               | waarnemend, tevens burgemeester van Reeuwijk (1948-1955) en waarnemend burgemeester van Hekendorp en Lange Ruige Weide, later burgemeester van Sliedrecht |
| 1955 - 1964  | H. Prinsen                      | ARP                | tevens burgemeester van Hekendorp en Lange Ruige Weide, vanaf 1962 waarnemend burgemeester                                                                |